# Mike Thibault
Michael Francis 'Mike' Thibault (St. Paul, 28 september 1950) is een Amerikaans basketcoach en sportbestuurder. Sinds 2025 is hij de hoofdcoach van het Belgisch nationaal vrouwenteam Belgian Cats. Eerder coachte Thibault de Connecticut Sun en de Washington Mystics in de WNBA.

## Carrière
Mike Thibault was meer dan tien jaar assistent-coach in de Amerikaanse NBA basketball competitie. Met de Los Angeles Lakers, ten tijde van Magic Johnson en Kareem Abdul-Jabbar, won hij twee titels in 1980 en 1982. De Chicago Bulls en Milwaukee Bucks waren de andere NBA-teams waar hij werkzaam was. Thibault was hoofdcoach in 1988 bij de Calgary 88's in de kort bestaande World Basketball League (WBL) en van 1989 tot 1997 bij de Omaha Racers in de Continental Basketball Association (CBA).
Vanaf 2003 ging Thibault zo'n 20 jaar aan de slag als hoofdcoach in de WNBA met als hoogtepunt de titel met de Washington Mystics in 2019. Hij werd driemaal verkozen tot Hoofdcoach van het Jaar. Met het Amerikaans nationaal vrouwenteam won Thibault als assistent-coach tweemaal Olympisch goud op de Zomerspelen in 2008 en 2024.

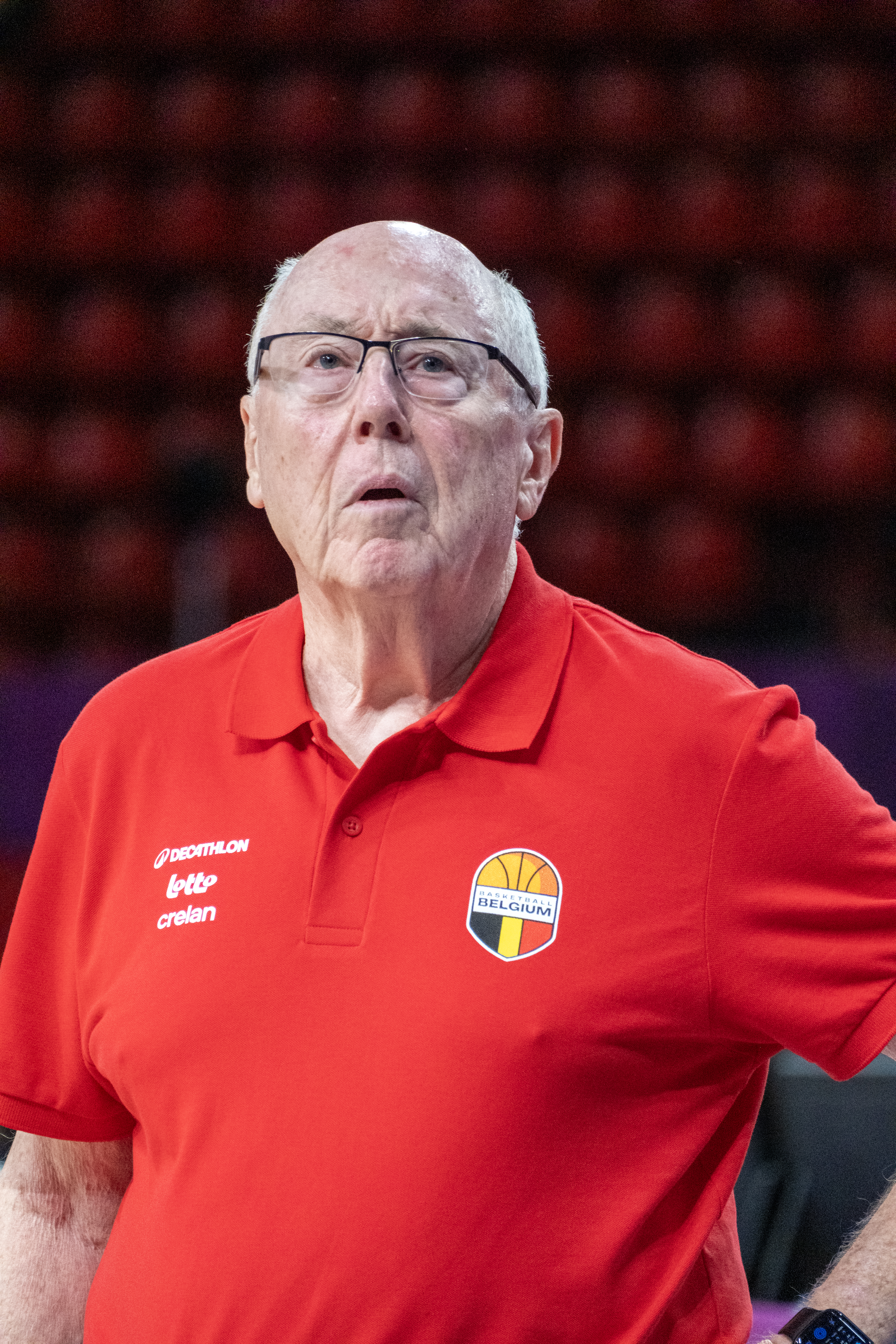
Thibault, bondscoach van België op het EK basketbal vrouwen 2025

Eind januari 2025 werd Thibault hoofdcoach van het Belgische nationale vrouwenteam Belgian Cats, ter vervanging van de vertrokken Rachid Meziane. Zijn hoofdopdracht is België te leiden naar de Olympische Zomerspelen van 2028 in Los Angeles. In februari plaatsten de Cats zich voor het EK 2025, waar ze zich op 29 juni voor de tweede opeenvolgende keer tot Europees kampioen kroonden door Spanje in de finale te verslaan met 65-67.

## Overzicht
- 1977-1980: Scout bij de LA Lakers in NBA
- 1980-1982: Assistent-coach & hoofd scouting bij LA Lakers in de NBA
- 1982-1986: Assistent-coach & personeelsdirecteur voor de spelers bij Chicago Bulls in NBA
- 1988: Hoofdcoach & algemeen directeur bij Calgary 88’s in WBL
- 1989-1997: Hoofdcoach & algemeen directeur bij Omaha Racers in CBA
- 1997-1998: Scout bij  Seattle Supersonics in NBA
- 1998-2002: Assistent-coach bij Milwaukee Bucks in NBA
- 2003-2012: Hoofdcoach bij de Connecticut Sun in WNBA
- 2013-2022: Hoofdcoach & algemeen directeur bij Washington Mystics in WNBA
- 2023-2024: Algemeen directeur bij Washington Mystics in WNBA
- 1993: Hoofdcoach USA Mannen Basketbal (World Championship Qualifiers)
- 1995: Hoofdcoach USA Mannen Basketbal (Pan American Games)
- 2006-2008: Assistent-coach bij USA Vrouwen Basketbal
- 2022-2024: Assistent-coach bij USA Vrouwen Basketbal
- 2025-heden: Hoofdcoach bij België Vrouwen Basketbal

## Palmares

### Teams
- 2× NBA kampioen met LA Lakers (1980, 1982)
- WNBA kampioen met Washington Mystics in 2019
- 2× Olympische gouden medaille (vrouwen) (2008 & 2024)
- FIBA Wereldkampioenschap (vrouwen), gouden medaille (2022)
- FIBA Wereldkampioenschap (vrouwen), bronzen medaille (2006)
- FIBA Europees kampioenschap (vrouwen), gouden medaille (2025)

### Persoonlijk
- 3× WNBA Hoofdcoach van het Jaar (2006, 2008, 2013)
- Meest gewonnen wedstrijden als coach in het bestaan van WNBA (379)
- WBL Hoofdcoach van het Jaar (1988)
- CBA Hoofdcoach van het Jaar (1993)